# Eva Cantarella
Eva Cantarella (ur. 28 listopada 1936 w Rzymie) – włoska filolog klasyczna, historyk.

## Życiorys
W 1960 r. ukończyła prawo na Uniwersytecie Mediolańskim. Odbyła staże podyplomowe na Uniwersytecie w Berkeley (USA) oraz na Uniwersytecie w Heidelbergu (Niemcy). Prowadziła działalność dydaktyczno-badawczą na uczelniach włoskich oraz za granicą na Uniwersytecie Teksańskim w Austin oraz w Global Law School Uniwersytetu Nowojorskiego. Objęła stanowisko profesora zwyczajnego na Wydziale Prawa Uniwersytetu Mediolańskiego.

## Publikacje książkowe

### Książki anglojęzyczne
- Pandora's Daughters. The Role and Status of Women in Greek and Roman Antiquity (współautorstwo, 1986)[3]
- Bisexuality in the Ancient World (1992)[4]
- Images of Ancient Greek Pederasty: Boys Were Their Gods (współautorstwo, 2008)[5]